# Guerra di trincea
Per guerra di trincea s'intende un tipo di guerra di posizione nella quale la linea del fronte consiste in una serie di trincee e fortificazioni. Si ricorse a tattiche difensive basate sulla trincea nella guerra di secessione americana e nel conflitto russo giapponese (1904-1905). Conobbe il suo apice nei sanguinosi combattimenti della prima guerra mondiale: solamente durante la battaglia di Verdun (febbraio-dicembre 1916) 700.000 soldati vennero feriti o uccisi, senza che la linea del fronte mutasse in maniera sostanziale. Più di recente, anche la guerra tra Iran e Iraq (1980 - 1988) fu, parzialmente, una guerra di trincea. I soldati molto spesso durante queste guerre morivano a causa della poca igiene,  malattie, malnutrizione, condizioni climatiche estreme, poche ore di riposo e potevano impazzire.

## L'utilizzo delle fortificazioni in battaglia

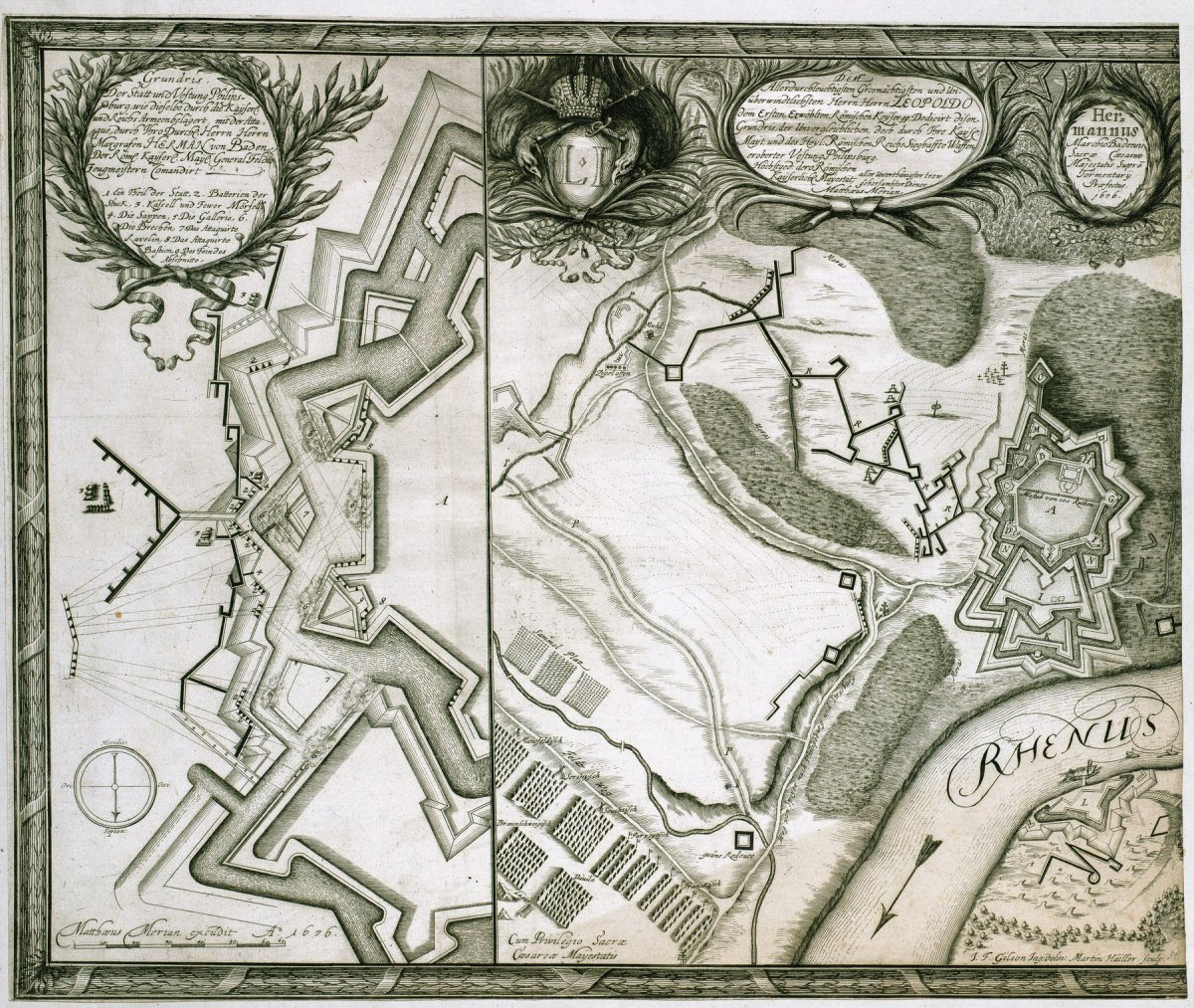
Trincee d'avvicinamento (tracciate in nero) durante l'assedio di Filisburgo nel 1676

L'impiego di fortificazioni è antico quanto la guerra stessa. Prima del XIX secolo, però, le ridotte dimensioni degli eserciti e la portata limitata delle armi rendevano impossibile difendere fronti molto estesi. Le grandi linee fortificate dell'antichità (come il limes romano o la muraglia cinese) erano volte principalmente a rendere difficoltoso il superamento dei confini, non ad impedirlo.
Nonostante la veloce evoluzione sia delle tecniche di fortificazione che degli armamenti nei secoli che vanno dal XIII al XVIII, nemmeno l'introduzione di nuove armi offensive quali l'arco lungo o il moschetto, o addirittura dell'artiglieria modificò in maniera sostanziale questa situazione: le fortificazioni richiedevano sempre un gran numero di uomini per poterle difendere efficacemente. Le unità di piccole dimensioni non avevano la potenza di fuoco necessaria a fermare un attacco.
Il ricorso a trincee precede il XIX secolo; si trattava di una tecnica impiegata soprattutto durante gli assedi: erano gli assedianti a predisporre trincee, in modo da portare artiglieria e truppe il più possibile a ridosso delle mura della città assediata, in vista di un attacco o per dar modo agli zappatori di scavare una galleria di mina. Già nel Medioevo venivano talvolta impiegate anche in battaglie campali, per offrire difesa ad una linea di truppe appiedate armate in maniera leggera (per esempio arcieri o balestrieri).

## I fattori alla base

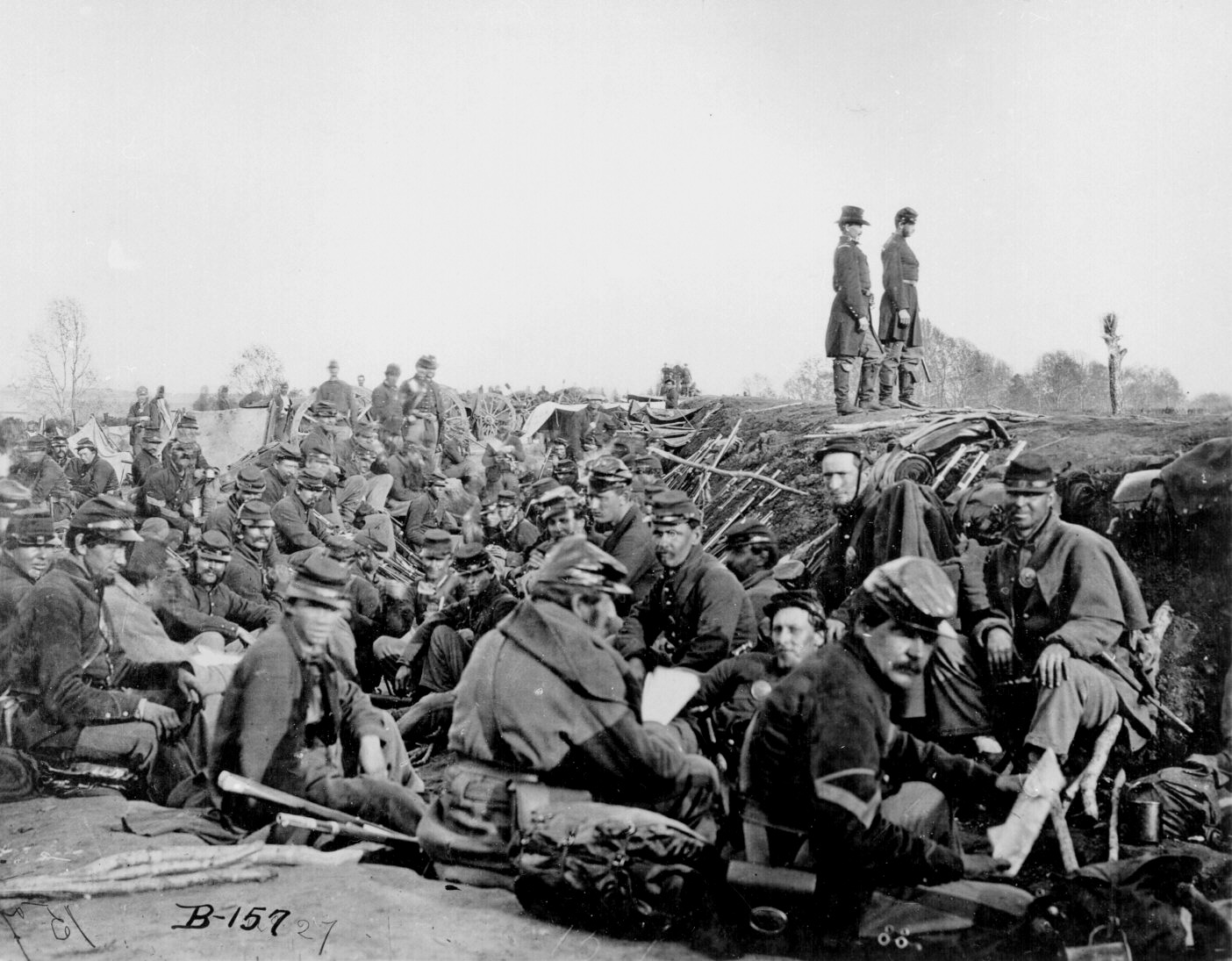
Soldati unionisti in trincea prima della battaglia di Petersburg, 1865.

Il presupposto per la guerra di trincea fu la nascita dell'esercito di leva, introdotto dalla rivoluzione francese. Sino ad allora gli eserciti erano troppo piccoli per poter difendere a lungo territori molto estesi. Per questo le battaglie avevano durata limitata, o si trasformavano in assedi. Gli eserciti di leva, per le loro stesse dimensioni, rendevano difficoltoso tentare di aggirare l'avversario, e per questo la tattica preferita era quella di un attacco frontale da parte della fanteria o della cavalleria, appoggiate dall'artiglieria.
Ma l'evoluzione tecnica delle armi da fuoco, con l'avvento in particolare della mitragliatrice e i carri armati, rese sempre più difficile l'applicazione di questa tattica. La guerra di secessione americana iniziò con tattiche mutuate dalle guerre napoleoniche, ma terminò con battaglie che anticipavano gli orrori della prima guerra mondiale. Le fortificazioni da campo assunsero un'importanza sempre più rilevante. Esse consistevano in cavalli di frisia costruiti con tronchi appuntiti, che avevano la stessa funzione più tardi assolta dal filo spinato. Il "Gatling gun" era il precursore della mitragliatrice. La battaglia di Gettysburg dimostrò che un attacco frontale ad una linea fortemente difesa non aveva possibilità di successo e il ricorso alle trincee divenne generalizzato nell'ultima fase della guerra: nell'assedio di Petersburg (1865) vennero scavati 85 km di trincee.
I fattori principali di questa evoluzione erano due:
- l'introduzione delle armi a retrocarica, che consentiva anche ad un numero limitato di soldati di sviluppare un'importante potenza di fuoco: di conseguenza un piccolo gruppo di difensori, adeguatamente coperto, era in grado di respingere un attacco di truppe numericamente molto superiori. Lo sviluppo delle armi automatiche rafforzò ulteriormente il vantaggio tattico dei difensori. I fucili a retrocarica non erano solo in grado di sparare più velocemente, ma, muniti di canna rigata, avevano una gittata e una precisione impensabile solo pochi anni prima, e che teoricamente raggiungeva il chilometro.
- venne intensificato l'impiego di ostacoli difensivi (prima i cavalli di frisia, successivamente il filo spinato) che non avevano lo scopo di uccidere o fermare il nemico, ma piuttosto di rallentarne l'avanzata, esponendolo per un tempo maggiore al fuoco dei difensori.

Negli anni successivi alla guerra civile americana un'ulteriore evoluzione fu la nascita della moderna artiglieria. I cannoni moderni divennero rapidamente una delle armi più micidiali presenti sui campi di battaglia. Questi sviluppi divennero ancora più marcati nella guerra russo-giapponese (1904-1905), dove i fronti composti da trincee divennero lunghi centinaia di chilometri.

## La prima guerra mondiale

Una sentinella del Reggimento Cheshire in una trincea vicino a La Boisselle durante la battaglia della Somme, luglio 1916

I primi episodi di guerra di trincea si verificarono durante la guerra di secessione americana (1861-1865) e durante la guerra russo-giapponese (1904-1905), ma è durante la prima guerra mondiale che la guerra di trincea si diffuse su larga scala costituendone sicuramente il capitolo più terribile e sanguinoso. Le novità introdotte dall'evoluzione delle armi da fuoco e di grandi eserciti di leva avevano modificato in maniera drammatica la natura stessa della guerra, ma la dottrina militare non aveva compreso appieno gli effetti e l'estensione di tale cambiamento. Allo scoppio della prima guerra mondiale i comandi militari avevano pianificato un conflitto di breve durata, non molto diverso dalle guerre precedenti.
Ma subito ci si accorse che era possibile respingere un attacco anche disponendo di una copertura molto limitata. Gli attacchi frontali comportavano perdite drammatiche, per cui si riteneva che solo un aggiramento sui fianchi desse qualche possibilità di vittoria. La battaglia della Marna fu appunto il tentativo delle forze franco-inglesi di aggirare le armate tedesche. Questi tentativi di reciproco aggiramento proseguirono con la cosiddetta corsa al mare. Ma una volta giunti sulle coste della Manica, non esistevano più possibilità di manovra. Ben presto si formò un sistema di trincee ininterrotto, dalla Svizzera al mare del Nord. Il fronte occidentale sarebbe rimasto praticamente fermo per più di tre anni, sino alle offensive di primavera del 1918.
La zona compresa tra le trincee avversarie era chiamata terra di nessuno. La distanza tra le trincee variava a seconda del fronte. Sul fronte francese era, generalmente, di 100 - 250 metri, anche se in alcuni settori (per esempio nei pressi di Vimy) era di soli 25 metri. Dopo il ritiro tedesco sulla linea Hindenburg, la distanza media crebbe sino a più di un chilometro, mentre sul fronte di Gallipoli, in qualche punto, le trincee non distavano più di 15 metri, rendendo possibili degli scontri basati sul lancio di bombe a mano.

## Strutture delle trincee

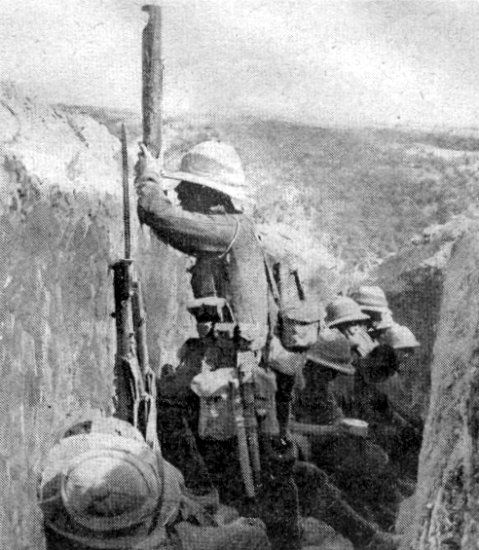
Gallipoli: un soldato britannico osserva oltre il parapetto della trincea servendosi di un periscopio

Le trincee venivano quasi sempre scavate seguendo una linea a zig zag, a loro volta uniti da trincee trasversali . Non esistevano tratti rettilinei di lunghezza maggiore di 10 metri. In questo modo, qualora una parte della trincea fosse stata conquistata dal nemico, questi non avrebbero avuto modo di colpire d'infilata il resto della trincea e inoltre se avveniva un'esplosione al suo interno, con questa struttura essa non si propagava oltre. Inoltre questo schema costruttivo riduceva gli effetti di quei proiettili d'artiglieria che colpivano direttamente la trincea. Il lato della trincea rivolto al nemico era chiamato parapetto. Generalmente era munito di un gradino che consentiva di sporgersi oltre il bordo della trincea. I fianchi della trincea erano rinforzati con sacchi di sabbia, tavole, filo di ferro o spinato; il fondo delle trincee, che nei primi mesi della guerra era terra nuda, venne successivamente ricoperto di tavole in legno leggermente sopraelevate; questo per contrastare i disastrosi effetti sanitari dovuti alla prolungata immersione degli scarponi nelle trincee in presenza di acqua sul fondo.
La seconda linea di trincee era munita di bunker. Quelli britannici erano scavati in genere ad una profondità che variava tra i 2,5 e i 5 metri, mentre quelli tedeschi erano realizzati generalmente a profondità maggiori, e comunque non inferiori ai quattro metri. Talvolta erano realizzati su più livelli, collegati tra loro con scale in cemento.
Per rendere possibile l'osservazione della linea nemica, nel parapetto erano aperte delle feritoie. Poteva semplicemente trattarsi di una fessura tra i sacchi di sabbia, talvolta protetta da una lastra d'acciaio. I tiratori scelti impiegavano munizioni speciali per forare queste piastre. Un'altra possibilità era quella di impiegare un periscopio. A Gallipoli i soldati alleati svilupparono un particolare "fucile a periscopio" che rendeva possibile colpire il nemico senza esporsi al fuoco avversario.
Vi erano tre metodi per lo scavo delle trincee. Il primo consisteva nello scavare una trincea, contemporaneamente, in tutta la sua lunghezza. Era il metodo più efficiente, perché consentiva di operare con molti uomini su tutta la lunghezza della trincea. Ma se si trattava di una trincea in prima linea, gli uomini sarebbero stati allo scoperto di fronte al fuoco nemico. Pertanto questo metodo veniva impiegato solo lontano dalla prima linea o di notte. La seconda possibilità era di allungare una trincea già esistente. In questo caso vi erano solo 1 o 2 uomini a scavare, ad un estremo della trincea. Chi scavava era in questo modo sufficientemente coperto. Lo svantaggio era che si trattava di un metodo molto lento. Il terzo metodo consisteva nello scavare una sorta di tunnel, di cui alla fine si faceva crollare la copertura.
Secondo i manuali dell'esercito britannico, per scavare una trincea di 250 metri erano necessarie sei ore di lavoro da parte di 450 uomini. Una volta terminata, una trincea necessitava comunque di una continua manutenzione, per rimediare ai danni provocati dalle intemperie e dal fuoco nemico.

### Il sistema delle trincee
All'inizio della guerra la dottrina militare britannica prevedeva un sistema di trincee organizzato su tre linee comunicanti tra loro tramite trincee di collegamento. I punti dove si congiungevano trincee principali e trincee di collegamento erano pesantemente difesi, per via della loro importanza. Le trincee più avanzate, di norma, erano presidiate in forza solamente nelle prime ore del mattino e la sera, mentre durante il giorno vi rimanevano solo pochi uomini. Circa 60 - 100 metri dietro la prima linea si trovavano le trincee d'appoggio (ingl. travel trench), dove si ritiravano le truppe quando cominciava il fuoco dell'artiglieria. Dietro le trincee d'appoggio, tra i 250 e 500 metri, si trovavano le trincee di riserva, nelle quali si radunavano le truppe di riserva per un contrattacco se le linee di trincea più avanzate fossero state conquistate dal nemico.

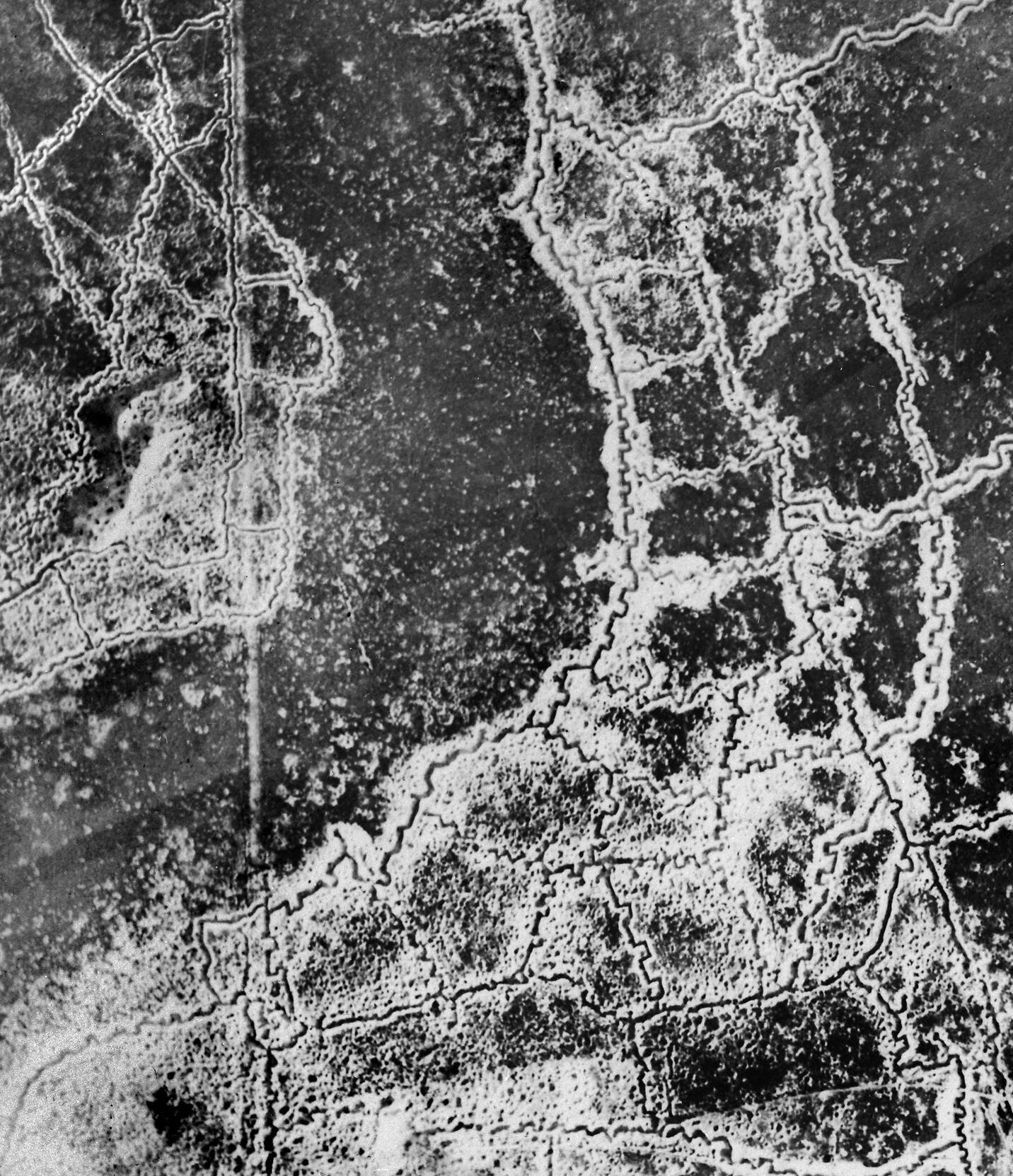
Veduta aerea delle opposte trincee nei pressi di Loos (luglio 1917)

Con l'aumento della potenza di fuoco dell'artiglieria questa suddivisione venne ben presto abbandonata. In alcuni tratti del fronte, però, si mantenne la linea delle trincee d'appoggio per distrarre il nemico attirandovi il fuoco dell'artiglieria. In queste trincee-civetta venivano accesi fuochi da campo, per dare l'impressione che fossero occupate, e, benché vuote, venivano riparate.
Venivano scavate anche trincee provvisorie. Durante i preparativi per una grande offensiva venivano scavate, immediatamente dietro alle trincee più avanzate, delle trincee destinate alla raccolta delle truppe che dovevano seguire la prima ondata dell'attacco, che invece partiva dalla prima trincea. Inoltre venivano scavate trincee che si spingevano all'interno della terra di nessuno, spesso lasciate senza presidio di uomini, che servivano come posti di osservazione avanzati oppure come base per attacchi di sorpresa.
Dietro al fronte venivano approntate delle trincee incomplete, da impiegarsi in caso di ritirata. L'esercito tedesco si servì spesso di più sistemi di trincee successivi. Sul fronte della Somme, nel 1916, disponeva di due sistemi completi di trincea, a distanza di un chilometro l'uno dall'altro. In questo modo uno sfondamento del fronte diventava quasi impossibile. Se una parte del primo sistema veniva conquistato dal nemico, le truppe si ritiravano nel secondo, comunque collegato tramite trincee "di scambio" ai settori della prima linea che non erano caduti in mano al nemico.
Le trincee tedesche erano pesantemente fortificate, dotate di bunker e di fortificazioni fisse nei punti strategici. L'esercito tedesco, più degli alleati, tendeva a ritirarsi in postazioni già predisposte di fronte alle offensive alleate, e sviluppò la tecnica della difesa in profondità, che prevedeva la costruzione di una serie di avamposti lungo il fronte, piuttosto che affidarsi ad un'unica trincea. Ogni avamposto copriva gli altri. Solo verso la fine della guerra questa tecnica venne fatta propria da tutti i belligeranti sul fronte occidentale.

### Tipologia

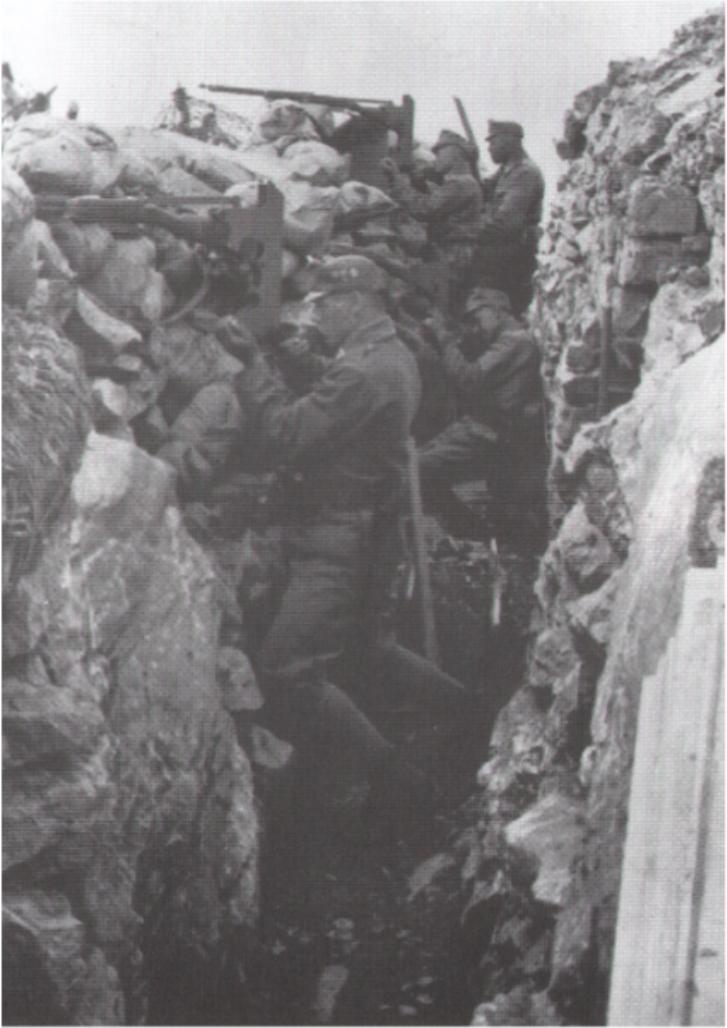
Trincee austriache sul Carso

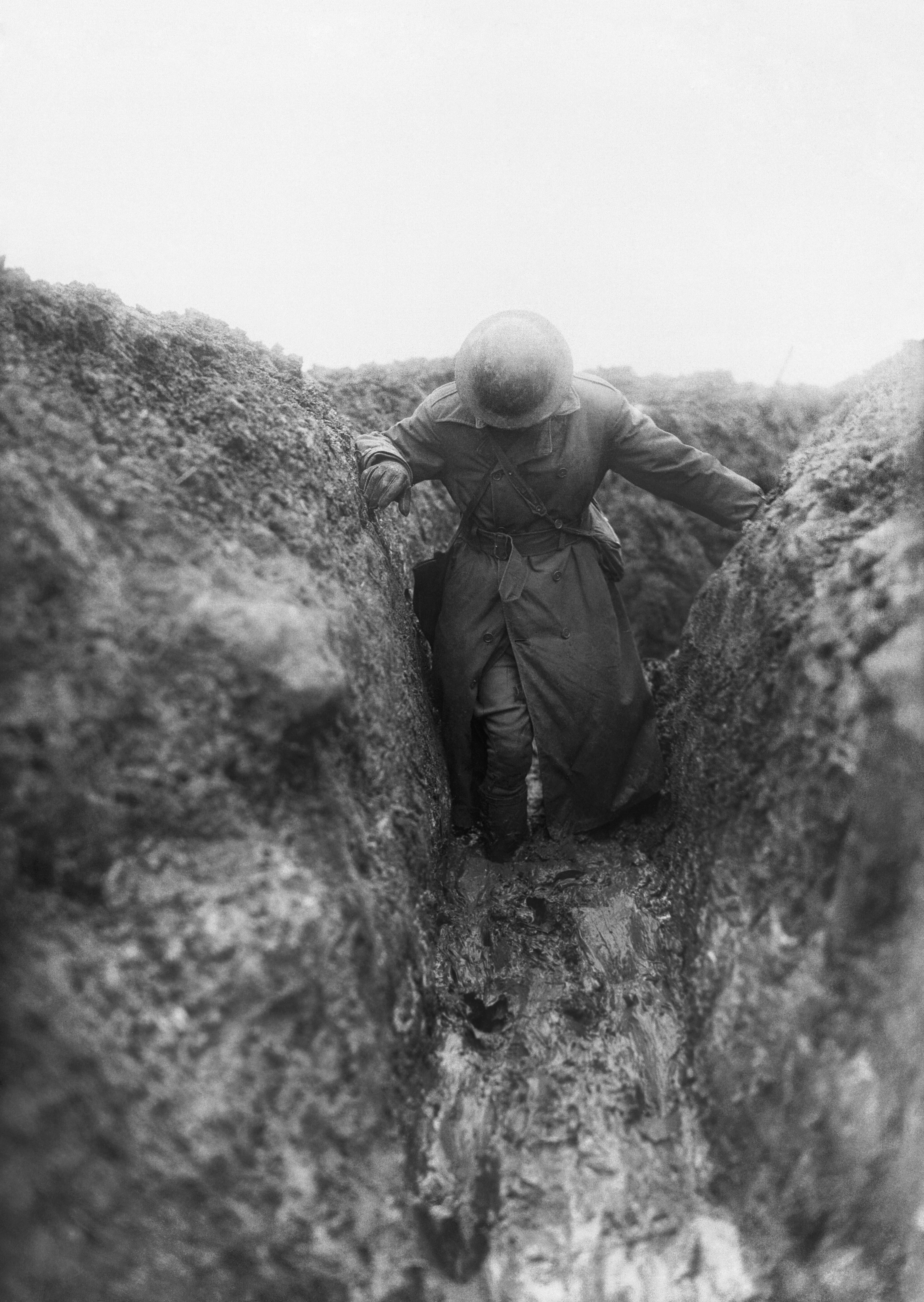
Trincea inglese sulla Somme

La tipologia delle trincee cambiava nei diversi fronti di guerra. Sul fronte dolomitico e carsico tra Italia e Austria, ad esempio, il tipo di terreno non rendeva possibile lo scavo di fossati profondi, cosicché si utilizzavano come fortificazioni ammassi rocciosi, mucchi di sassi e a volte dei bassi muretti costruiti a secco oppure in cemento.
Inoltre, la differenza tra le trincee esprimeva anche le diverse strategie e i diversi approcci alla guerra delle forze in campo. Ad esempio sul fronte occidentale l'esercito tedesco aveva intenzione di rimanere il più possibile nei territori francesi e belgi conquistati: per tale motivo furono allestite delle trincee con alloggi più curati. La strategia delle truppe inglesi era invece quella di avanzare verso la Germania, e pertanto le trincee inglesi furono costruite senza particolari attenzioni agli alloggi delle truppe. Sul fronte italiano, da un lato gli austriaci non ebbero problemi a costruire delle solide fortificazioni in cemento armato, dall'altro gli italiani dovettero costruire i propri ricoveri con maggiori difficoltà, a guerra già avviata e sotto il bombardamento nemico.
Nelle Fiandre, dove si svolsero alcune delle più estenuanti battaglie della prima guerra mondiale, le particolari condizioni resero particolarmente difficoltosa la costruzione delle trincee, in particolare ai britannici, le cui posizioni si trovavano, generalmente, in zone pianeggianti. In taluni settori del fronte, infatti, la falda acquifera si trovava a non più di un metro di profondità: al di sotto di quella profondità le trincee erano immediatamente allagate. Per questo, inizialmente, alcune trincee erano poco profonde, ma dotate di parapetti molto alti costruiti con sacchi di sabbia. Più tardi si rinunciò addirittura a costruire il fianco posteriore, in modo che, qualora una parte della trincea fosse stata espugnata dal nemico, sarebbe stato possibile colpirla da una trincea più arretrata.

### Avvicendamenti delle truppe

Trincea italiana sulle Alpi durante la prima guerra mondiale

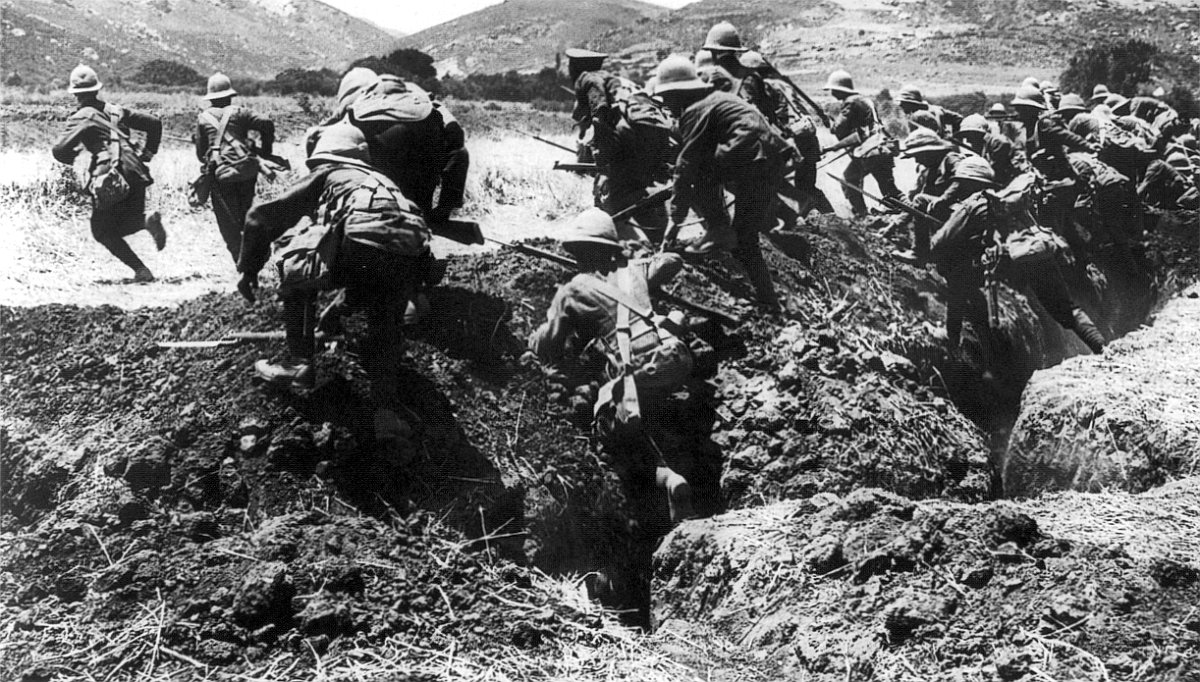
Fanteria di marina britannica all'attacco

Generalmente i soldati trascorrevano nelle trincee di prima linea un periodo di tempo molto limitato, da un giorno a due settimane, dopodiché si procedeva ad un avvicendamento delle unità. È vero che vi furono eccezioni: il 31º Battaglione australiano trascorse 53 giorni in prima linea nei pressi di Villers-Bretonneux. Ma furono casi rari, almeno per quel che riguarda il fronte occidentale.
In un anno, un soldato mediamente suddivideva il proprio tempo come segue:
- 15 % nelle trincee di prima linea
- 10 % nelle trincee di appoggio
- 30 % nelle trincee della riserva
- 20 % pausa
- 25% altro (ospedale, addestramento, trasferimenti, etc.)

### La vita in trincea

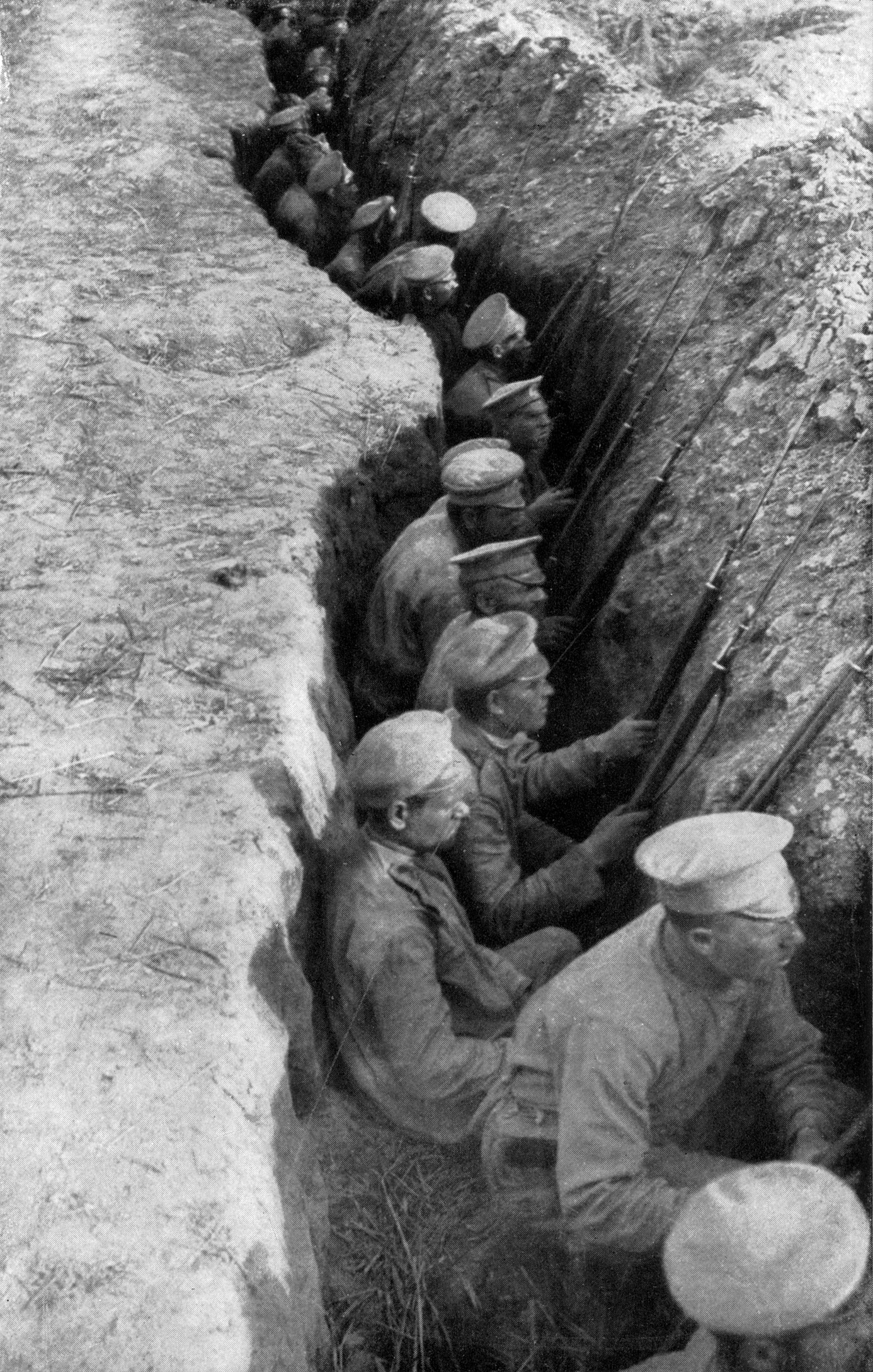
Prima guerra mondiale: fanteria russa in trincea che attende l'attacco tedesco

Il primo nucleo della linea di trincee fu ottenuto dalle buche provocate dalle granate, collegate tra loro da passaggi e difese con il filo spinato. Già dopo la battaglia della Marna, sul fronte occidentale si era sviluppato un sistema articolato di fossati e fortificazioni che per molto tempo rimase teatro di atroci sofferenze per i soldati in guerra.
Le due linee contrapposte erano separate dalla cosiddetta "terra di nessuno", un vero e proprio ammasso di cadaveri, feriti e crateri (certe volte non superava neanche i 100 m di distanza tra le due trincee nemiche), cui non potevano accedere nemmeno le squadre di soccorso.
Le retrovie delle trincee ospitavano i comandi militari e i centri di assistenza medica, mentre all'interno delle trincee le truppe vivevano in condizioni molto disagiate dentro ad alloggi sotterranei.
Quando il fischietto di un ufficiale lanciava un attacco alla linea del nemico, i soldati andavano all'assalto all'arma bianca con le baionette inastate sui fucili: moltissimi venivano falcidiati dal fuoco delle mitragliatrici nemiche, altri rimanevano feriti o mutilati nella terra di nessuno senza poter essere soccorsi. Spesso tutti gli sforzi profusi per conquistare qualche linea delle trincee nemiche si rivelavano inutili a causa della controffensiva del nemico. Andare avanti voleva dire andare incontro alla morte, ma anche chi tornava indietro veniva giustiziato in modo sommario per vigliaccheria o per ammutinamento. Fu un vero massacro: migliaia di uomini furono uccisi per conquistare pochi metri, spesso poi regolarmente persi.
La situazione era aggravata dal fatto che i soldati in trincea erano sempre esposti al pericolo di morte durante le lunghe ore di inerzia tra un combattimento e l'altro: il fuoco dei cecchini, le granate, le mitragliatrici e gli assalti nemici erano sempre all'ordine del giorno, logorando i nervi delle truppe già provate dalle pessime condizioni di vita dovute alla sporcizia e, nei mesi invernali, al freddo, alla pioggia e al fango. Per sopportare il logorio mentale e la stanchezza sovrumana cui erano sottoposti, i soldati avevano come unici conforti le sigarette, immancabili per rilassare e per scaricare la tensione, la corrispondenza da casa e le saltuarie licenze. L'alcool invece era vietato sul fronte, quindi quando i generali lo fornivano, significava solo che di lì a poco ci sarebbe stato un assalto.
Le trincee nemiche spesso erano davvero molto vicine tra loro, tanto che non mancarono episodi di tregua in cui i due eserciti fermarono le ostilità. La vicenda più conosciuta è quella della tregua di Natale, 1914, quando nei pressi di Ypres, ma anche in molti altri punti del fronte occidentale, sorse spontanea una breve tregua durante la quale i due eserciti si incontrarono per fraternizzare, scambiarsi sigari, cioccolata, bevande alcoliche e c'è chi organizzò addirittura una partita di pallone. In questa atmosfera incredibile ed irreale fu possibile raccogliere i caduti rimasti nella terra di nessuno e dare loro sepoltura.
Le truppe schierate nella prima linea furono dotate di corazze particolari e di protezioni speciali per la testa e il torace. Questi rivestimenti ricordavano le antiche armature dei soldati medioevali ma si rivelarono molto spesso vulnerabili al fuoco delle mitragliatrici ed impedivano i movimenti dei soldati che sovente le abbandonavano sul campo di battaglia. Maggiore efficacia esibirono, invece, le protezioni adottate dai soldati di vedetta dentro la trincea. I tiratori, inoltre, si riparavano dietro a degli scudi speciali fissati a terra con un piccolo sportello in cui inserire il fucile.
Anche le armi usate nei combattimenti furono adattate alla guerra di trincea: furono introdotti degli speciali congegni per il lancio delle bombe a mano e per l'uso dell'artiglieria pesante atti a non far esporre troppo i soldati protetti dalle trincee. Si introdussero dei nuovi tipi di bombe che andavano lanciate a breve distanza dai soldati con l'obiettivo di distruggere le difese nemiche. Anche i fucili furono modificati così da poter essere usati come strumenti di lancio di bombe a mano.
Tutto questo si tradusse in un tormento quotidiano di indicibile sofferenza:
quei pochi che riuscirono a sopravvivere, non avrebbero mai più potuto dimenticare.

### La morte in trincea

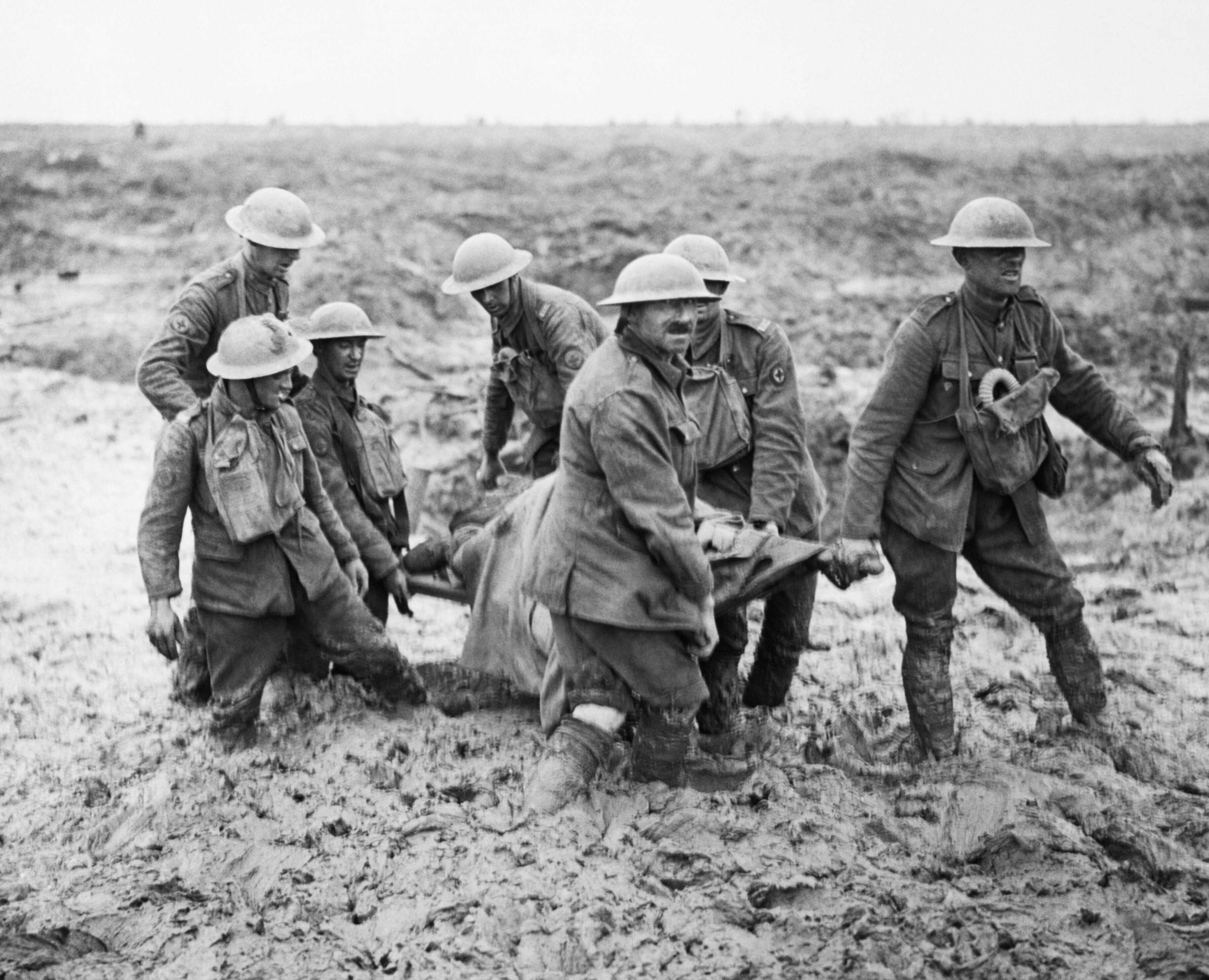
Il soccorso ad un ferito, Fiandre, agosto 1917

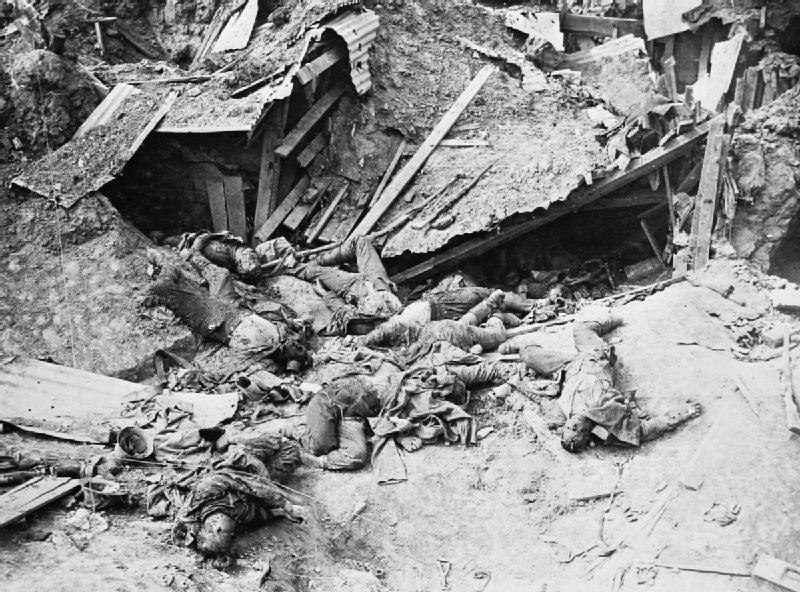
Caduti tedeschi nella battaglia di Guillemont, 1916

La mortalità dei soldati che presero parte alla prima guerra mondiale si aggira attorno al 10%. Per avere un termine di paragone, nella seconda guerra mondiale questa percentuale fu del 4,5 %. La probabilità di essere feriti era del 56%. Questo senza considerare che i soldati direttamente coinvolti nei combattimenti erano circa 1/4 del totale; gli altri erano impiegati nelle retrovie (artiglieria, sanitari, addetti ai rifornimenti, ecc.). Per un soldato della prima linea la possibilità di superare la guerra senza rimediare una ferita o essere ucciso era molto bassa. Al contrario, fu molto frequente il caso di soldati che vennero feriti più volte durante il loro servizio al fronte. Le ferite più gravi erano provocate dall'artiglieria. Particolarmente temute erano le ferite al volto, che sfiguravano per sempre chi ne fosse colpito.
All'epoca della prima guerra mondiale l'assistenza medica era ancora rudimentale. Non esistevano antibiotici, e anche ferite relativamente leggere potevano facilmente evolvere in una mortale setticemia. Le statistiche dimostrano che i proiettili rivestiti in rame (o in leghe di questo metallo) provocavano ferite meno suscettibili di sviluppare la setticemia rispetto ai proiettili con rivestimenti diversi. I medici militari dell'esercito tedesco verificarono che il 12% delle ferite alle gambe e il 23% delle ferite alle braccia avevano un esito letale. Nell'esercito americano morì il 44% di tutti i feriti colpiti da setticemia. Era destinato alla morte la metà dei feriti al capo e il 99% dei feriti al ventre.
Tre quarti delle ferite era provocata dalle schegge dei proiettili dell'artiglieria. Si trattava di ferite spesso più pericolose e più cruente di quelle provocate dalle armi leggere. Inoltre, oltre alle schegge metalliche, l'esplosione di una granata provocava una pioggia di detriti del terreno e delle fortificazioni che, penetrando nella ferita, rendevano molto più probabili le infezioni. Altrettanto micidiale era lo spostamento d'aria provocato dall'esplosione. In aggiunta ai danni fisici vi erano quelli psicologici. I soldati sottoposti ad un bombardamento di lunga durata (sulla Somme il bombardamento preparatorio britannico durò una settimana) soffrivano spesso di sindrome da stress postraumatico (in Italia, per indicare le persone colpite da questa sindrome, si usava l'espressione scemo di guerra).
Le condizioni sanitarie nelle trincee erano catastrofiche. Molti soldati divennero vittime di malattie infettive: dissenteria, tifo, colera. Molti soldati erano afflitti da diverse malattie provocate da parassiti.
Spesso seppellire i morti era un lusso che nessuna delle parti belligeranti aveva intenzione di sobbarcarsi. Per questo i cadaveri rimanevano insepolti nella terra di nessuno sino a quando il fronte non si muoveva. In questo caso era però troppo tardi per procedere ad un'identificazione. Così vennero introdotte le piastrine identificative. Su alcuni fronti (come per esempio quello di Gallipoli) fu possibile seppellire i morti solo dopo la fine della guerra. E ancor oggi, in occasione di scavi lungo le linee del fronte della prima guerra mondiale, vengono rinvenuti dei cadaveri.
Più volte, durante la guerra (anche se soprattutto nel primo periodo), vennero contrattati degli armistizi ufficiosi, per soccorrere i feriti e seppellire i morti. I vertici militari erano però contrari ad ammorbidire l'ostilità tra le parti in lotta, fosse anche per motivi umanitari, e tendevano a impartire alle truppe ordini che intimavano di impedire il lavoro dei sanitari del nemico (in pratica, fare fuoco su di loro). Tali ordini, però, furono generalmente ignorati. Per questo, quando i combattimenti cessavano, i sanitari avevano modo di soccorrere i feriti, e accadeva frequentemente che i sanitari di parti avverse si scambiassero i rispettivi feriti.

### Il combattimento in trincea

#### Strategia
La strategia tipica delle guerre di posizione è quella del logoramento, imponendo al nemico un consumo di risorse tale da non consentirgli il proseguimento della guerra.
Nella prima guerra mondiale però i vertici militari non abbandonarono mai del tutto la strategia dell'annientamento del nemico, da realizzarsi – idealmente – con uno scontro risolutivo. Douglas Haig, comandante del corpo di spedizione britannico, tentò in diverse occasioni di sfondare le linee tedesche, in modo da poter impiegare le proprie divisioni di cavalleria. Le sue grandi offensive sulla Somme (1916) e nelle Fiandre (1917) erano state ideate come battaglie di sfondamento, anche se si risolsero in pure operazioni di logoramento. I tedeschi, invece, seguirono coscientemente la strategia del logoramento nella battaglia di Verdun, che aveva come obiettivo esplicito di "dissanguare" l'esercito francese.
La strategia basata sul logoramento richiese da parte di tutti i belligeranti la mobilitazione di tutte le risorse ai fini bellici (la cosiddetta guerra totale), e ciò senza riguardo alle sofferenze della popolazione civile. La strategia del logoramento si rivelò infine fatale per gli imperi centrali, quando l'entrata in guerra degli Stati Uniti spostò con decisione l'equilibrio delle forze a favore dell'Intesa.

#### Tattica

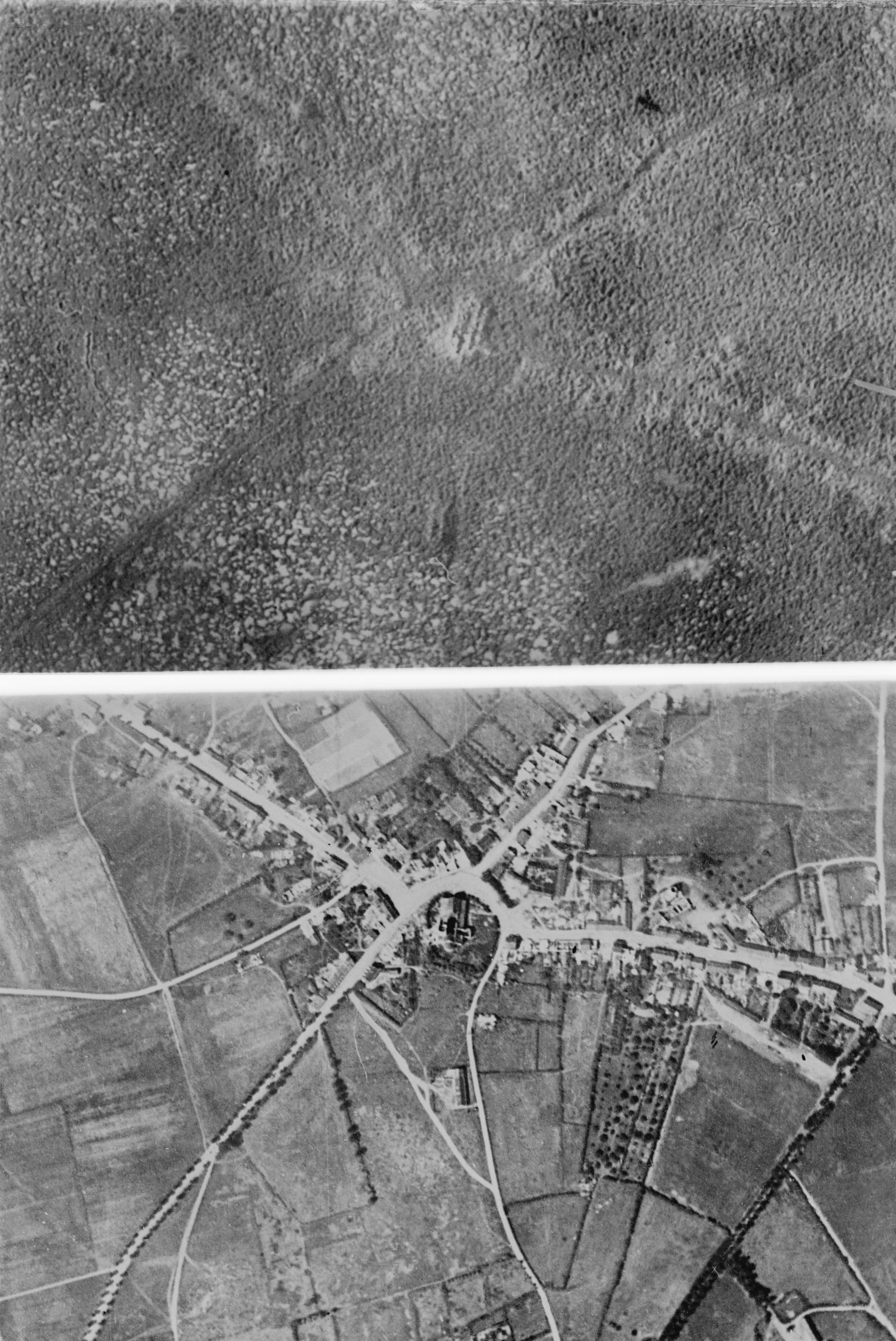
Passchendaele, prima e dopo la terza battaglia di Ypres.

L'immagine classica di un attacco di fanteria durante la prima guerra mondiale consiste in grandi masse di soldati che si gettano sulle trincee nemiche, contrastati dal fuoco delle mitragliatrici e dell'artiglieria. Questa immagine risponde alla realtà solo per i primi mesi della guerra. Inoltre poche volte attacchi del genere furono coronati dal successo. Generalmente un attacco partiva da trincee di avvicinamento preparate durante la notte, eliminando nel frattempo gli ostacoli principali che si frapponevano all'avvicinamento alle trincee avversarie.
Nel 1917 l'esercito tedesco (ispirandosi a tattiche introdotte dal generale russo Aleksei Brusilov nella campagna del 1916 in Galizia) introdusse la tattica dell'infiltrazione: piccole unità (i cosiddetti battaglioni d'assalto), ben armate e altamente addestrate dovevano attaccare i punti deboli delle linee nemiche, e aggirare i settori maggiormente difesi. Questi attacchi erano preceduti da un bombardamento di artiglieria particolarmente intenso ma di breve durata, allo scopo di non dare al nemico, preavvisato dell'imminenza dell'attacco, la possibilità di organizzare riserve. Solo dopo l'infiltrazione delle truppe scelte avanzavano unità di fanteria più grandi, ad attaccare le posizioni fortemente munite, che però, a questo punto, erano tagliate fuori dai rinforzi. In questo modo era possibile realizzare profonde avanzate nel territorio nemico, anche se i problemi di comunicazione e di rifornimento delle truppe in avanzata ponevano grossi limiti a questa tattica, che venne comunque impiegata con grande successo sul fronte orientale, nella battaglia di Riga, su quello italiano a Caporetto e su quello occidentale nelle offensive di primavera.
L'artiglieria aveva un duplice ruolo. In primo luogo doveva distruggere le difese nemiche e respingere le truppe inviate al contrattacco, in secondo luogo doveva creare uno schermo di proiettili (il cosiddetto fuoco di sbarramento) che impediva alle truppe nemiche di attaccare la fanteria in avanzata. Il fuoco dell'artiglieria si concentrava pertanto su un determinato settore del fronte, precedendo immediatamente la fanteria. Seguendo poi uno schema prestabilito, il fuoco si spostava di qualche metro in avanti, mentre la fanteria, tenendosi il più possibile vicina al fuoco dell'artiglieria, avanzava a sua volta. La difficoltà maggiore di questo meccanismo era il coordinamento tra i movimenti della fanteria e quelli dell'artiglieria.
La conquista di un obiettivo rappresentava solo la metà di una vittoria. Era poi necessario riuscire a mantenere le conquiste fatte. Gli attaccanti non dovevano portare con sé solamente armi, per conquistare una trincea, ma anche tutto il materiale necessario a riparare la trincea dai danni provocati dall'assalto (sacchi di sabbia, filo spinato, pale, tavole) per renderla idonea ad affrontare un eventuale contrattacco. Il compito era particolarmente difficile perché, come visto, le trincee erano tipicamente asimmetriche, con alte paratie di difesa solo dalla parte del nemico; se il nemico conquistava una trincea avrebbe dovuto difendersi a sua volta da un contrattacco proveniente dalla parte bassa della trincea stessa. Soprattutto la dottrina militare dell'esercito tedesco poneva grande attenzione a contrattacchi immediati per riconquistare le posizioni perdute, come si vide nella battaglia di Cambrai.

#### Comunicazioni

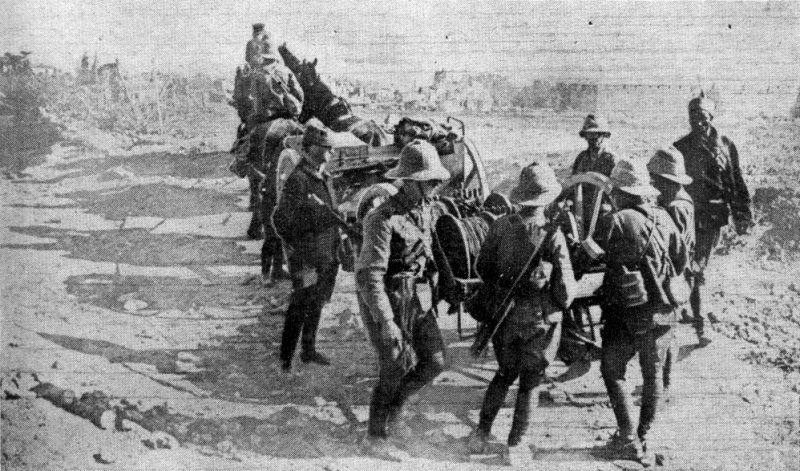
Gallipoli: soldati britannici e francesi posano un cavo telegrafico

Una delle difficoltà principali per gli attaccanti era mantenere un'efficace comunicazione tra le unità. Non era un caso eccezionale che un comandante attendesse diverse ore per avere notizie sugli sviluppi di un'operazione. Per questo era quasi impossibile prendere decisioni in tempi brevi. La comunicazione via etere non aveva ancora raggiunto una maturità tecnica tale da consentirne l'impiego sul campo di battaglia. Per questo si impiegavano telefoni, semafori, segnali luminosi (lampade o razzi), oltre che servirsi di staffette e piccioni viaggiatori. Nessuno di questi metodi era affidabile. I cavi telefonici erano molto vulnerabili al fuoco dell'artiglieria, e generalmente venivano tranciati già all'inizio di una battaglia. I razzi luminosi venivano impiegati soprattutto per segnalare il raggiungimento di un obiettivo o per dare il via ad un bombardamento.

### Il superamento

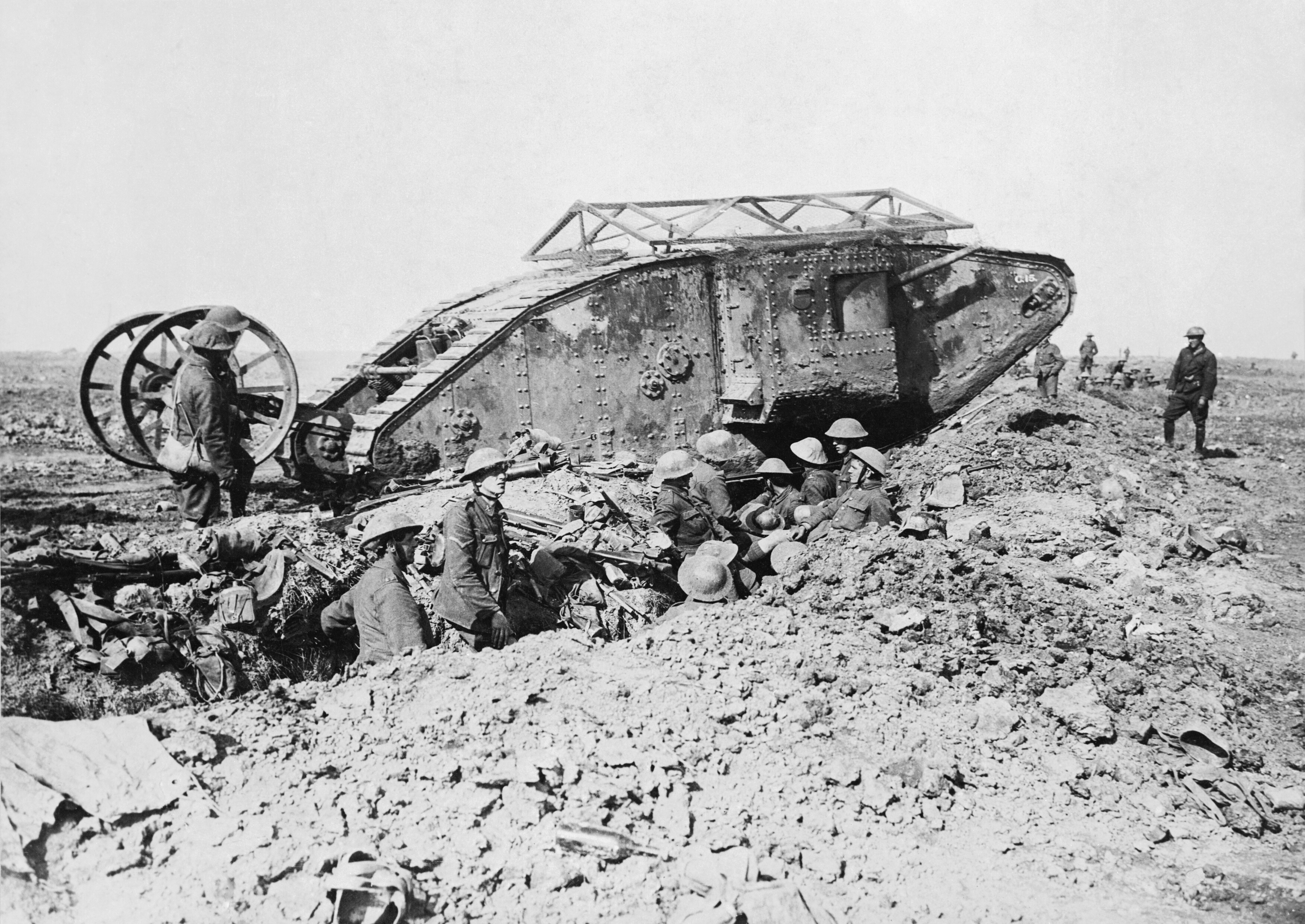
Carro armato britannico modello Mark I nella battaglia della Somme

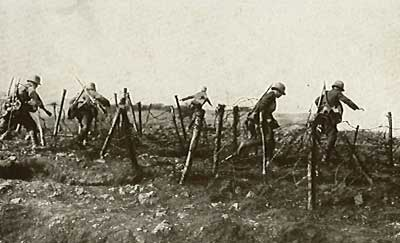
Stoßtrupp tedesche

Lo stallo tattico della guerra di trincea fu il risultato dello sviluppo e della produzione di massa di armi automatiche adatte all'impiego nelle formazioni della fanteria. Per questo è convinzione diffusa che anche il superamento di questo stallo tattico sia dovuto allo sviluppo di nuove tecnologie, in primo luogo con l'introduzione del carro armato.
Si tratta di una visione parziale, che mette in ombra il ruolo determinante dell'introduzione di nuove tattiche nell'impiego di fanteria e artiglieria, e del successivo enorme sviluppo delle capacità offensive e ricognitive della aviazione.
I carri armati furono senza dubbio un'innovazione determinante, ma vennero impiegati in maniera consistente solo negli ultimi mesi del conflitto. Le prime operazioni basate sull'uso di carri armati non ottennero successi rilevanti, sia per la mancanza di esperienza tattica e operativa, sia per il loro limitato numero. I primi modelli di carro armato erano inoltre molto limitati dal punto di vista della maneggevolezza, della velocità, dell'armamento e della corazzatura. Rimanevano spesso bloccati nel fango o dalle irregolarità del terreno, ed erano molto vulnerabili se attaccati con lanciafiamme, artiglieria o semplici mitragliatrici. Anche la loro efficacia psicologica svanì molto rapidamente.
Fu nella battaglia di Cambrai che per la prima volta venne tentato un attacco massiccio di carri armati. Riuscirono a sfondare la linea delle trincee tedesche, ma questo sfondamento non venne sfruttato adeguatamente, e i carri armati vennero ritirati troppo presto. L'offensiva britannica realizzò consistenti conquiste territoriali, che vennero però annullate dalla successiva controffensiva tedesca.
Il carro armato spiega solo in parte perché la guerra di trincea divenne obsoleta. Molte vittorie alleate vennero ottenute senza l'impiego di carri armati, o con un impiego molto limitato. Lo stesso vale per le spettacolari vittorie degli imperi centrali tra la fine del 1917 e la metà del 1918. L'evoluzione sostanziale non era di natura tecnica, ma di natura tattica.
La chiave che ruppe il vantaggio difensivo delle trincee fu l'idea di ottenere un vantaggio tattico, attaccando i punti deboli del fronte avversario, aggirando i settori meglio difesi, e abbandonando l'idea di avere un piano dettagliato per affrontare ogni eventualità. Divenne decisiva l'azione coordinata di unità corazzate, aviazione e fanteria, concentrando il baricentro dell'azione su di un settore molto ristretto del fronte.
Si impiegarono piccole unità altamente addestrate, che agivano in maniera molto indipendente. I lunghissimi bombardamenti preparatori vennero abbandonati a favore di bombardamenti molto più brevi, ma molto più precisi ed intensi. In questo modo non era possibile, per il nemico, sapere in anticipo dove sarebbe avvenuto l'attacco e avere il tempo di approntare le necessarie contromisure.
Non tutti gli eserciti appresero appieno la lezione degli ultimi mesi della prima guerra mondiale: i francesi costruirono negli anni trenta la linea Maginot, nella previsione di un futuro conflitto con la Germania basato sui canoni della prima guerra mondiale. La costosissima linea di fortificazioni fu invece aggirata durante l'attacco tedesco del maggio 1940 e si rivelò perciò completamente inutile. Anche su tutto il confine italiano fu costruito un sistema fortificato di difesa: il Vallo Alpino.

## Il ricorso in epoca contemporanea
Dopo la prima guerra mondiale, grazie all'enorme sviluppo tecnologico dei mezzi corazzati e soprattutto dell'aviazione, oltre che delle tattiche e delle capacità di manovra, la guerra di trincea divenne un'eventualità piuttosto remota: se si giungeva allo scontro tra due eserciti di grandi dimensioni, il risultato era generalmente una guerra di movimento, similmente a quanto avvenne nella seconda guerra mondiale. Se una delle parti aveva una superiorità schiacciante, la parte soccombente ricorreva piuttosto alla tattica della guerriglia.

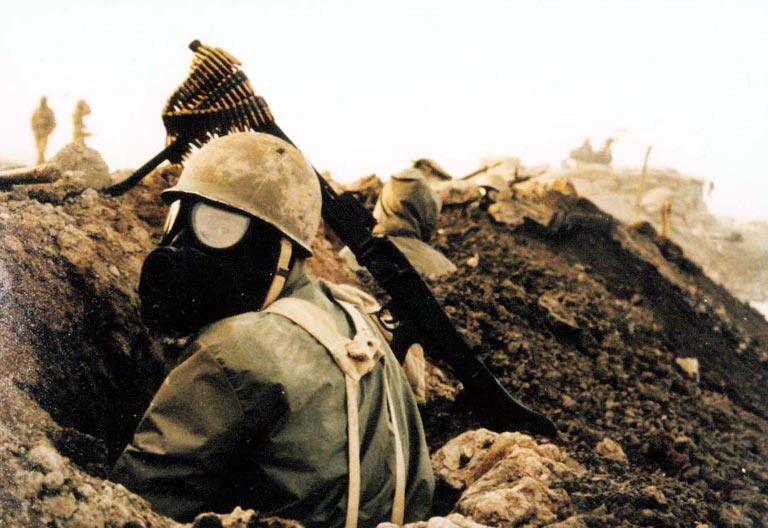
Soldato nella guerra tra Iran e Iraq

L'esempio più noto registrato dopo il secondo dopoguerra fu la guerra Iran-Iraq negli anni '80; in questo caso ambedue i belligeranti avevano grossi eserciti basati sulla fanteria, che non disponevano in quantità sufficiente di mezzi corazzati e aviazione, e il cui addestramento era insufficiente. Il risultato furono combattimenti paragonabili a quelli della prima guerra mondiale, compreso l'impiego delle armi chimiche.
La prima guerra del Golfo evidenziò quanto la guerra di trincea fosse superata dall'evoluzione della tattica militare. L'Iraq tentò di opporsi alla coalizione guidata dagli Stati Uniti con una difesa fissa basata su una linea di trincee. La combinazione di attacchi aerei e terrestri consentì alla coalizione di superare agevolmente le difese irachene. Un esempio analogo è rappresentato dal conflitto che ha opposto l'Etiopia all'Eritrea, nel quale i combattimenti vennero sostenuti principalmente da unità di fanteria, prive di supporto da parte di unità corazzate e dell'aviazione.
La linea di demarcazione tra Corea del Nord e Corea del Sud, così come il confine tra Pakistan e India nella regione del Kashmir sono pesantemente fortificati, con estese trincee e bunker. In caso di conflitto, anche in queste zone potrebbe svilupparsi una guerra di trincea.
Il conflitto russo-ucraino del 2022 si è trasformato in una logorante guerra di trincea, dopo le prime fasi di movimento nella primavera del 2022. Lo svilupparsi della guerra di trincea è stato favorito, principalmente nel Donbass, dalla preesistenza di ramificate fortificazioni e posizioni difensive, edificate dall'esercito ucraino a seguito dei fatti del 2014, oltre che dalla impossibilità nel periodo invernale, per via delle condizioni meteorologiche, di effettuare grandi offensive.

## Nell'arte
(Giuseppe Ungaretti, Soldati)

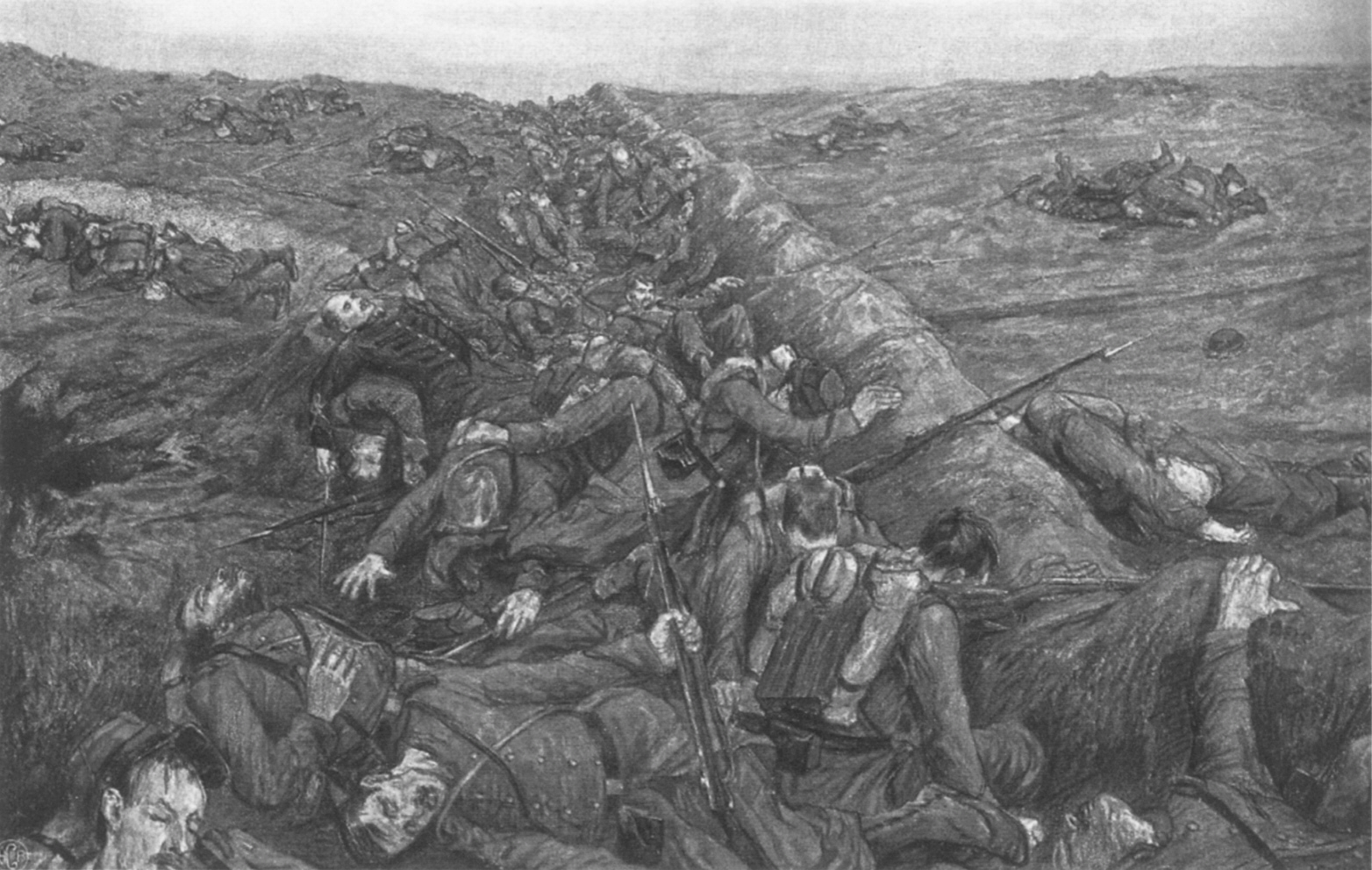
Hans Baluschek: Annientamento, 1915

Gli orrori della guerra di trincea segnarono per sempre chi vi prese parte, e molti cercarono di elaborare le proprie esperienze in diari e romanzi. Molto spesso queste opere sono caratterizzate da un deciso messaggio contro la guerra, come Niente di nuovo sul fronte occidentale di Erich Maria Remarque (1928/29), oppure Un anno sull'Altipiano di Emilio Lussu o Il fuoco (Le feu) di Henri Barbusse. Piero Jahier, che combatté nel corpo degli Alpini, elaborò la raccolta Canti di soldati (1918), nella quale convogliò le esperienze vissute al fronte che, l'anno successivo, trovarono nuova forma nella raccolta di prose e liriche Con me e con gli alpini. Jaroslav Hašek, ne Il buon soldato Sc'vèik, volge in satira le assurdità della guerra raccontando le disavventure di un fante austroungarico.
Giuseppe Ungaretti, che servì come fante sul fronte italiano, lasciò una struggente testimonianza poetica in San Martino del Carso ed altre poesie composte durante la guerra. Altri autori vollero invece dare un quadro eroicizzante della guerra, tra questi Ernst Jünger con il suo In Stahlgewittern (trad. it Nelle tempeste d'acciaio), o superomistico, come Filippo Tommaso Marinetti. Ardengo Soffici propose un particolare punto di vista della guerra in Kobilek-Giornale di battaglia (1918), nel quale riportava una cronaca dettagliata della battaglia per la conquista del Kobilek ricca di retorica dal forte sapore nazionalista così come in La ritirata del Friuli.
Anche nelle arti figurative l'esperienza della guerra in trincea lasciò tracce indelebili: tra gli autori le cui opere riflettono l'orrore della guerra di trincea Otto Dix (trittico La guerra), Fernand Léger, Christopher R. W. Nevinson, John Nash (Over the Top).
La guerra di trincea divenne ben presto anche oggetto di opere cinematografiche: già nel 1918, a conflitto non ancora terminato, Charlie Chaplin girava Charlot soldato. La versione filmica del romanzo di Remarque (1930) ebbe un successo internazionale, e rimane ancor oggi una delle opere di maggior spicco del cinema antimilitarista. Più recentemente Stanley Kubrick ha fornito con Orizzonti di gloria un quadro fieramente antimilitaristico della guerra di trincea, prendendo spunto da un fatto realmente accaduto durante la prima guerra mondiale riguardante la fucilazione di cinque soldati francesi accusati di ammutinamento.

## Galleria d'immagini

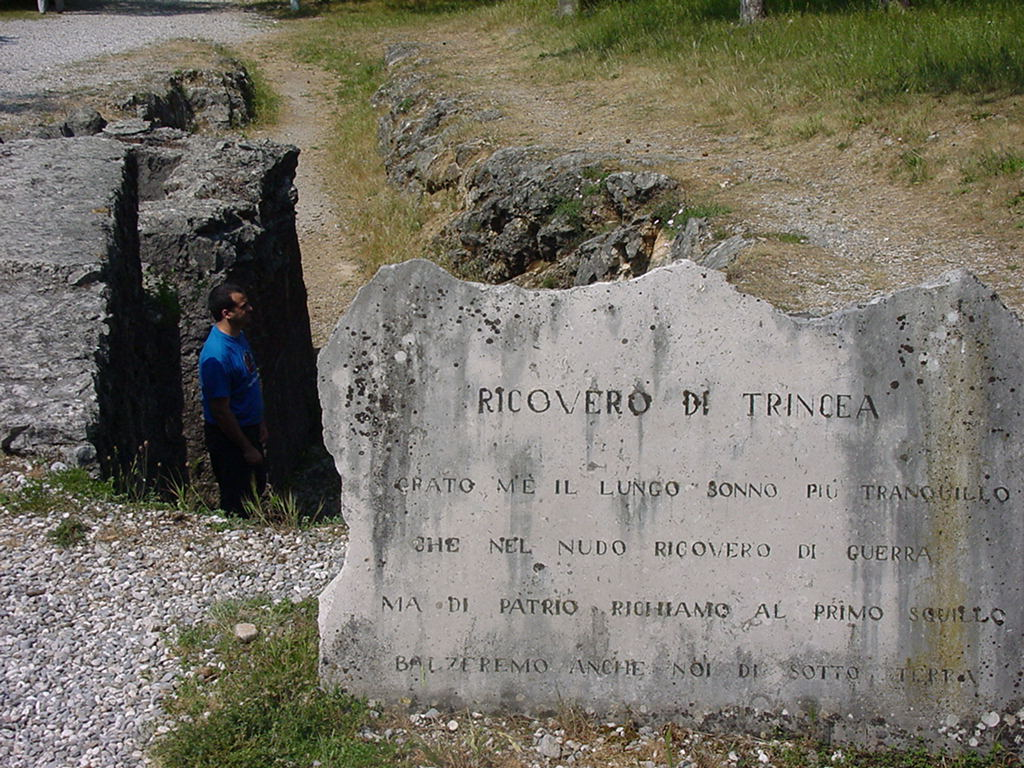
Redipuglia - ricovero di trincea (riproduzione)
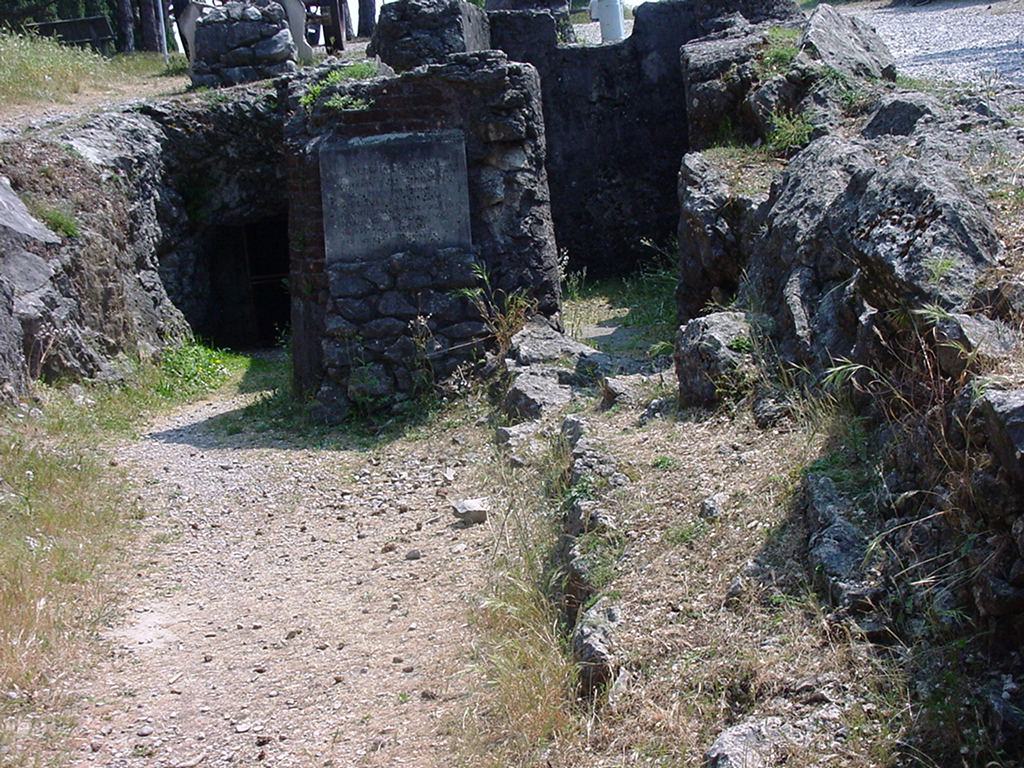
Redipuglia - ricovero di trincea (altro lato)
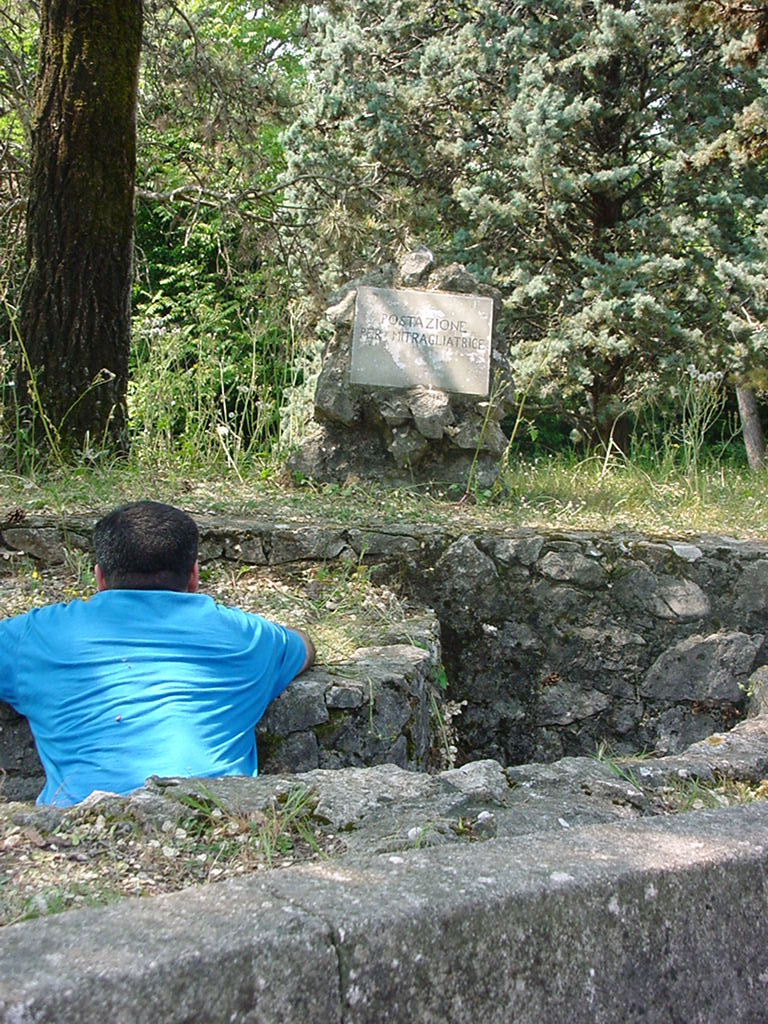
Redipuglia - posto per mitragliere (riproduzione)
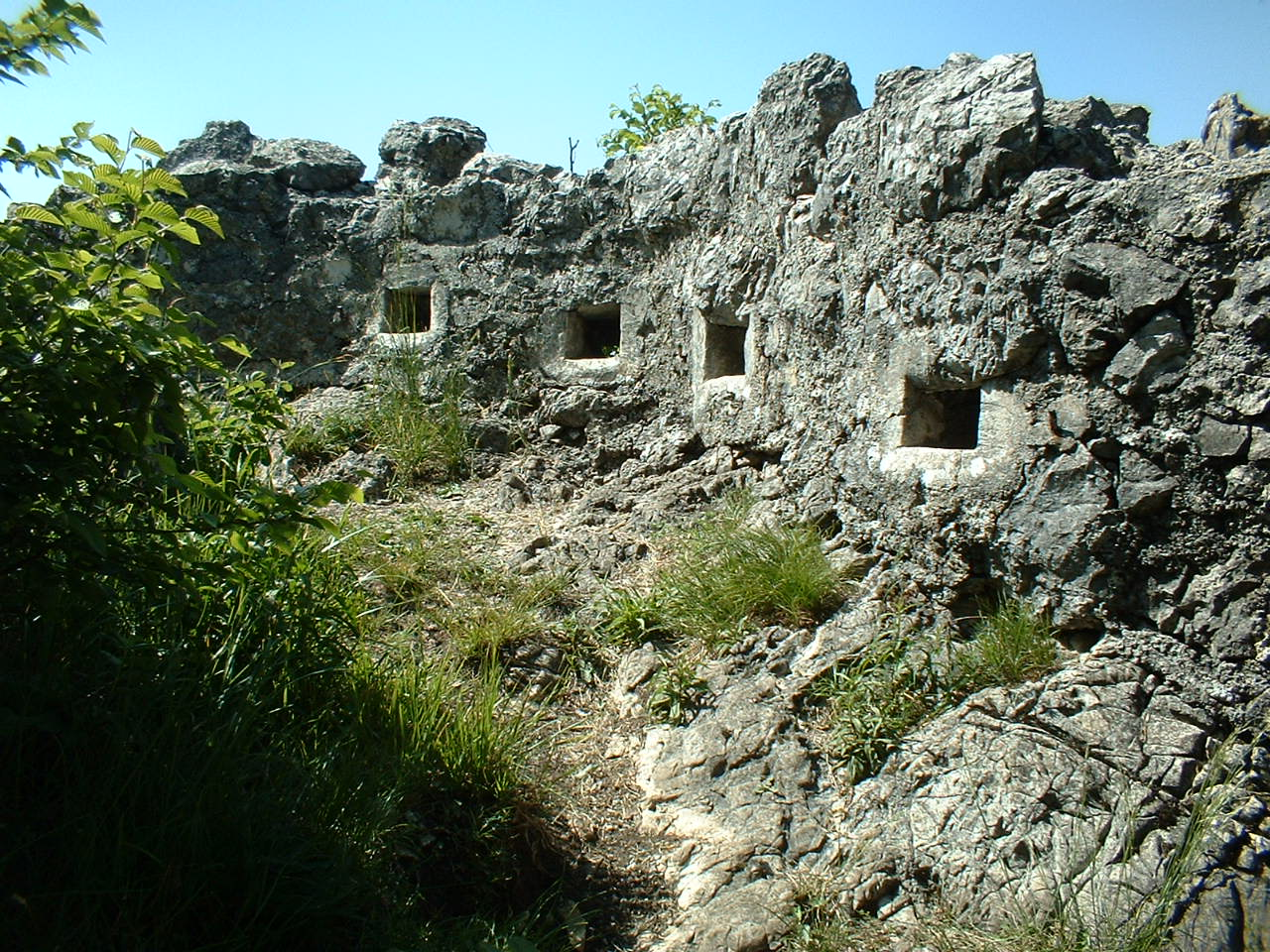
Frontiera Nord - fronte alpino - feritoie
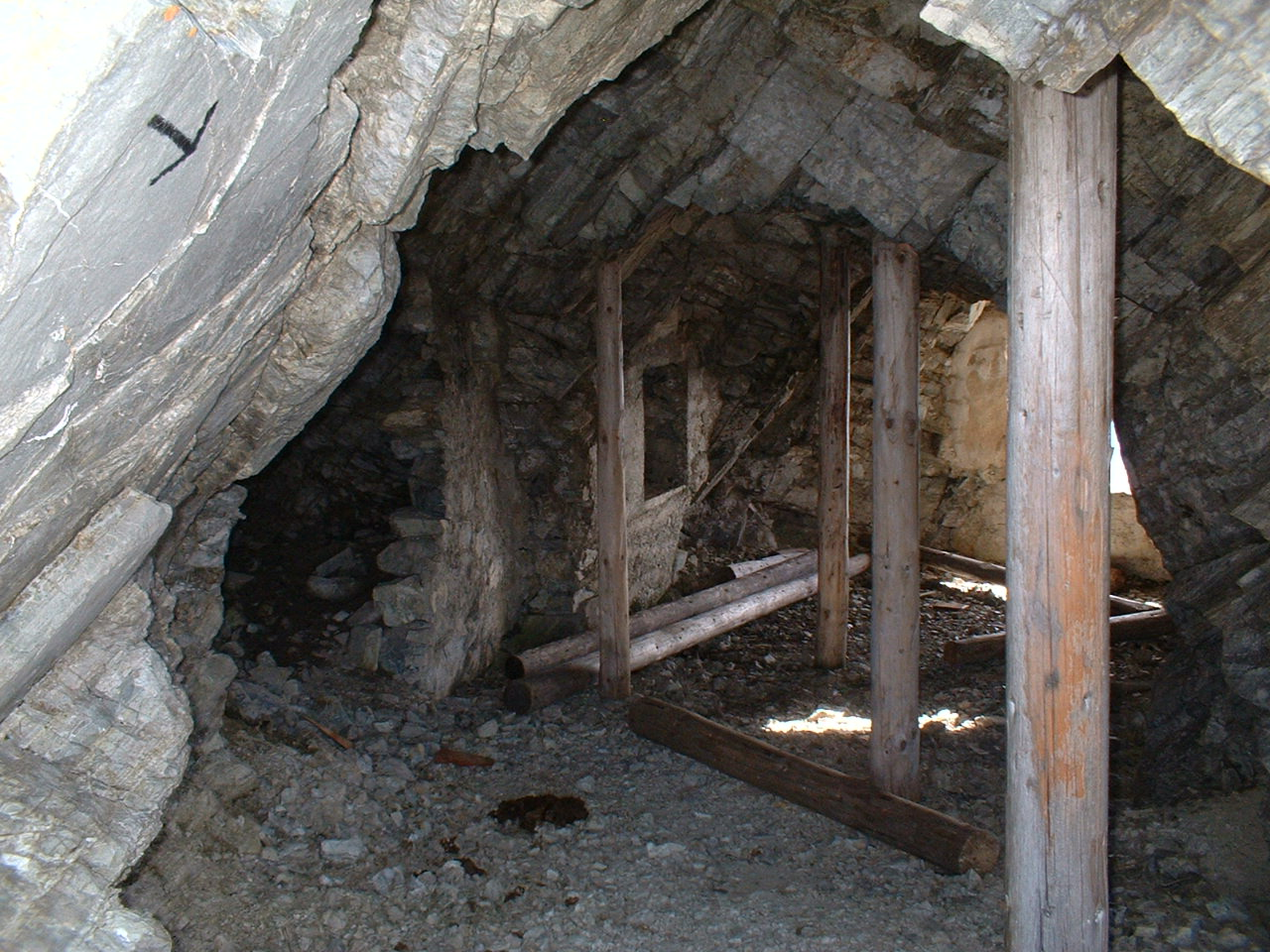
Ricovero austriaco in grotta - fronte dolomitico